# Wapen van Vaals

Wapen van Vaals

Het wapen van de Nederlandse gemeente Vaals in Limburg is op 24 juni 1890 door de Hoge Raad van Adel toegekend.

## Geschiedenis
De gemeente Vaals heeft zich gebaseerd op het zegel van de schepenbank. St. Lambertus is de patroonheilige van de stad. Het wapen dat hij vasthoudt, is dat van Herzogenrath, tegenwoordig in Duitsland. De schepenbank viel onder het bestuur van Herzogenrath.

## Blazoen
De beschrijving van het wapen luidt:
In keel de H.Lambertus in bisschoppelijk ornaat van goud en gedekt met een mijter van hetzelfde, het gelaat en de handen van natuurlijke kleur, houdende in de rechterhand een bisschopsstaf en een lans, beiden van goud; de bisschop steunt met zijn linkerhand op een vóór hem geplaatst schildje van zilver, beladen met een naar rechts gewenden springenden leeuw van keel met dubbelen staart, getongd en geklauwd van goud ('s Hertogenrade), alles op een terras van sinopel.
N.B.:
- In de heraldiek zijn links en rechts gezien vanuit de persoon achter het wapen. Voor de toeschouwer zijn deze verwisseld.
- De heraldische kleuren in het wapen zijn goud (geel), keel (rood), zilver (wit) en sinopel (groen).
- De gemeente voert het wapen ook wel los, dus zonder het rode schild.

## Verwant wapen

Het wapen van Herzogenrath